# Meloxicam

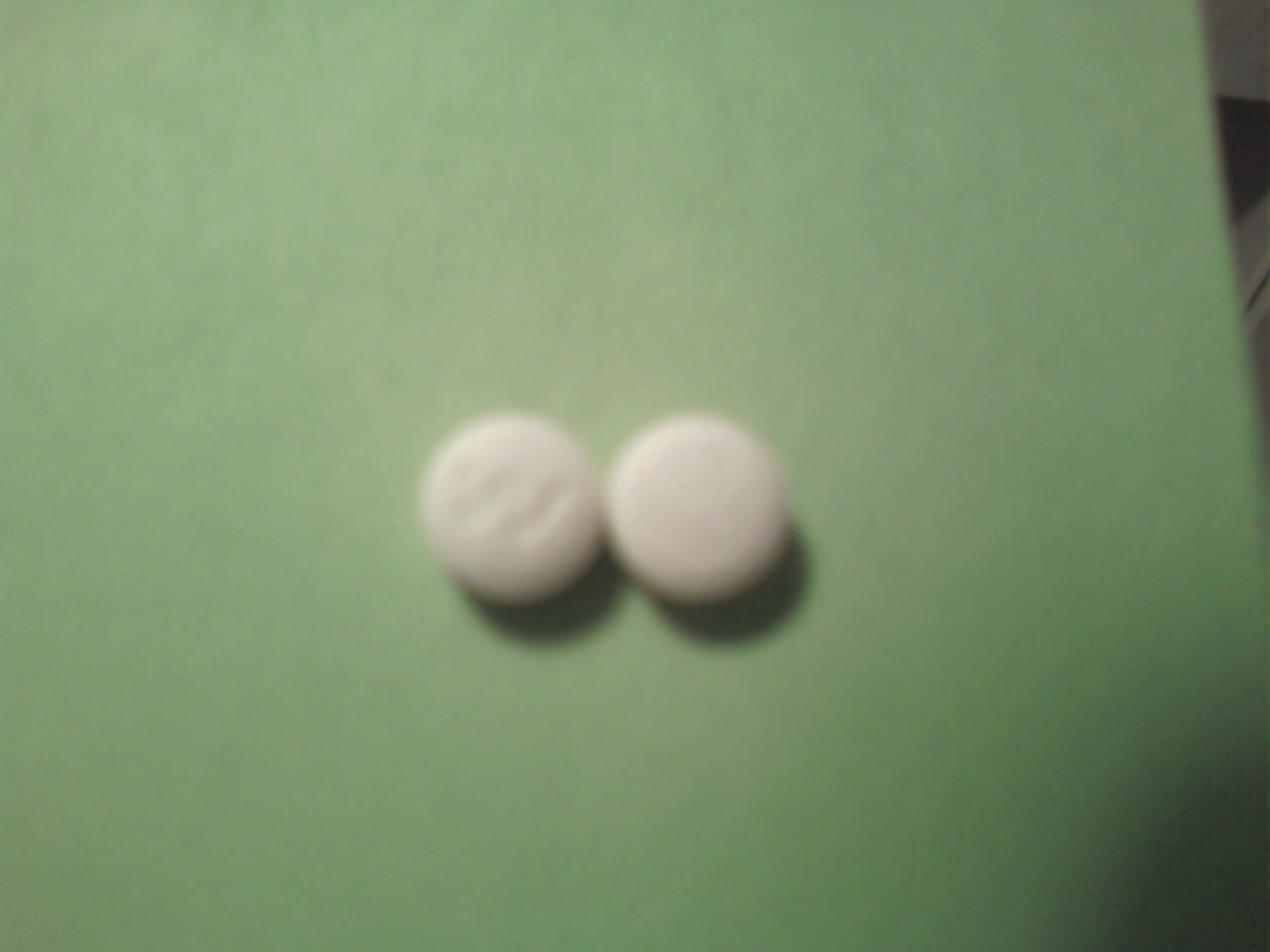
2 Meloxicam tabletten

Meloxicam is een pijnstillend en ontstekingsremmend middel, dat behoort tot de NSAID's (niet-steroïdale ontstekingsremmers). Het is ontwikkeld door Boehringer-Ingelheim en sinds 1996 op de markt. Het wordt toegepast bij acute verergering van artrose, en bij de langdurige behandeling van reumatoïde artritis (reuma). In het eerste geval is het pijnstillend effect vrij snel, na 1 à 1,5 uur, merkbaar; in het tweede geval is het ontstekingsremmend karakter van belang, dat na enkele dagen of weken merkbaar effect heeft.

## Bijwerkingen
Zoals bij andere NSAID's kan het gebruik van meloxicam leiden tot maag- en darmklachten, en vochtophoping, vooral rond de enkels. Deze bijwerkingen verminderen normaal als de behandeling wordt voortgezet. Allergische reacties, vooral jeuk of huiduitslag, komen minder vaak voor. Meloxicam kan het maagslijmvies aantasten, wat in zeldzame gevallen kan leiden tot maagbloedingen of maag- of darmzweren. Vanaf het voorjaar van 2007 is Meloxicam als enige NSAID toegelaten voor langdurig gebruik bij katten.